# Vlag van kraj Krasnojarsk
De vlag van kraj Krasnojarsk is in gebruik sinds 27 maart 2000. De vlag is rood met het wapen van kraj Krasnojarsk in het midden. De hoogte van het wapen is 2/3 van de vlaghoogte. Het belangrijkste element op het wapen een gouden leeuw met een schop in zijn rechterpoot en een sikkel in zijn linker. Achter de leeuw loopt een verticale blauwe streep naar links. Bovenop het schild zijn drie militaire linten. De rode kleur van het veld staat voor moed, dapperheid en onverschrokkenheid.